# Aureliano Brandolini
Aureliano Brandolini (8 de agosto de 1927 – 5 de septiembre de 2008) fue un agrónomo y estudioso de la cooperación internacional italiano.

## Actividades
Nacido en Calolziocorte, Italia, después de estudiar el bachillerato en el Liceo A. Manzoni de Lecco, Italia, con Giovanni Ticozzi, se graduó en agricultura en la Universidad de Milán (1950) y se especializó en Plant breeding and microtechnique en el Departamento de Botánica y Agronomía de la Universidad Estatal de Iowa, EE. UU. (1955).
Discípulo del botánico Luigi Fenaroli y del fitomejorador Merle T. Jenkins, en 1954-1955 organizó la recolección y caracterización de 562 accesiones (muestras de semillas) de las variedades tradicionales italianas de maíz, actualmente guardadas en la Estación experimental de Bérgamo. Empleó los resultado de estos estudios para la selección de variedades mejoradas y de líneas puras, a partir de las cuales fueron constituidos los primeros híbridos de maíz italianos (1956-1970).
En 1958-1960 asesoró a la Administración fiduciaria italiana en Somalia sobre la producción de maíz, sorgo y sésamo. En 1962-1965 coordinó las investigaciones y pruebas de campo sobre maíz, sorgo, soja y algodón de las empresas semilleras DeKalb, SPIM, etc. En 1964-1971 dirigió el Istituto di ricerche orticole y el Centro Lombardo per l'incremento della Orto-floro-frutticoltura en Italia. Fue director del Centro di ricerca fitotecnica de Bérgamo (1976-1983), desarrollando y produciendo híbridos especiales de maíz en Europa y en América Latina, y director general del Istituto agronomico per l'oltremare (IAO) del Ministerio de Asuntos Exteriores en Florencia (1983-1993).
Organizó la asistencia técnica y coordinó programas de introducción de los híbridos de maíz en (España, Rumanía, Hungría, la antigua Yugoslavia) y otros países del sur de Europa. También coordinó el Programa nacional de mejora de la papa del Ministerio de agricultura de Italia (1994-1998).
Por cuenta del Comité internacional del germoplasma del maíz del International Board for Plant Genetic Resources, coordinó la recolección del germoplasma de los cultivos agrícolas en América Latina (1975-1984), participando en la caracterización y publicación de los resultados de estas investigaciones. Participó en los programas de recolección del germoplasma de las variedades tradicionales de maíz en Europa del sur, en Ecuador, Bolivia y Argentina, y en la organización de los bancos de germoplasma de Bérgamo (Italia), Pairumani (Bolivia) y Pergamino (Argentina), entre otros.
Figuró entre los fundadores del Centro ecofitogenético y del Centro semeillero de Pairumani, Bolivia, estudiando la biodiversidad de los cultivos agrícolas y la producción de híbridos y variedades mejoradas de maíz, trigo duro, frijol, haba, tarwi y otros cultivos para la seguridad alimentaria. Dirigió decenas de proyectos de cooperación científica y técnica, en colaboración con institutos de investigación italianos, latinoamericanos y de otras regiones, creando nuevos centros de investigación y de capacitación, laboratorio, bancos del germoplasma en los países en vía de desarrollo.
Fue miembro del Consejo de administración del Centro Internacional de la Papa de Lima, Perú, en 1987-1993, del Comité consultivo para la cooperación internacional del Ministerio de Asuntos Exteriores de Italia en 1987-1994, presidente del Comité de Europa del sur de la sección Maíz y Maicillo de Eucarpia, miembro del Comité internacional para el germoplasma del maíz del International Board for Plant Genetic Resources (1975-1984) y representante de la FAO en los Comités científicos de los Centros internacionales para la investigación agrícola CYMMIT e ICRISAT (1973-1975).
Ha sido miembro de la Academia de Agricultura de Turín y de la Academia nacional de Agronomía y Veterinaria de Buenos Aires en Argentina.

### Estudios
Sus primeros estudios se han centrado sobre el mejoramiento genético y la caracterización y selección de la biodiversidad agrícola. Sus obras científicas comprenden:
- La evolución y filogénesis del maíz, la caracterización de las variedades tradicionales Americanas y Europeas del maíz.,;[3][4][5]
- La exploración, estudio y conservación del germoplasma vegetal en las regiones templadas, tropicales y subtropicales,;[6][7][8]
- El mejoramiento genético de Maíz frijol, tomate, sorgo, trigo duro, papa, flores tropicales;[9]
- El desarrollo de las metodologías de selección de los híbridos de maíz;[10]
- La adaptación ecológica del germoplasma de clima tropical en las regions templadas, y viceversa,;[11][12]
- La agronomía, agro-economía y el desarrollo rural en las regiones tropicales y subtropicales semiáridas;[13]
- La cooperación para el desarrollo en los campos agrícolas, medioambiental, científico y educativo, y las metodologías de gestión de los proyectos de desarrollo;
- La adaptación de las razas de ganado italiano para carne en las regions tropicales y subtropicales de la América Latina.

En colaboración con Adolfo Pons y Giovanni C. Vandoni ha estudiado las características agronómicas, morfológicas y citológicas de los Maíces ecuatorianos, clasificándolas en 6 Secciones, 18 Complejos raciales y 34 Razas;
Con Gonzalo Ávila L., A. Rodríguez, A.G. Brandolini y otros investigadores ha estudiado los Maíces bolivianos, clasificándolos en 7 Complejos raciales, 28 Razas y 108 Agro-ecotipos.
Ha estudiado la historia del maíz en Italia (2005-2006) y las variedades tradicionales italianas, estableciendo las relaciones filogenéticas entre las variedades americanas originarias y aquellas cultivadas en Italia, identificando las rutas de migración entre los dos continentes. Su clasificación del germoplasma de la colección de maíces italianos (562 acesiones) ha resultado en la descripción de 10 Complejos raciales, 37 Razas y 77 Agro-ecotipos.